# Kecskeméti TE
Kecskeméti TE er en fodboldklub hjemmehørende i den ungarske by Kecskemét. Klubben blev stiftet i 1911. Klubben spiller sine hjemmekampe på Stadion Széktói med plads til 6.300 tilskuere.
| Fodbold | Spire Denne artikel om en fodboldklub er en spire som bør udbygges. Du er velkommen til at hjælpe Wikipedia ved at udvide den. |